# Roger Whittaker
Roger Whittaker (Nairobi, Kenia; 22 de marzo de 1936-Mediodía francés, 13 de septiembre de 2023) fue un cantante y compositor británico. 

## Carrera musical
Encuadrado en un estilo a medio camino entre la música popular adulta y la canción folk, ha vendido más de 55 millones de discos en todo el mundo. Fue conocido en sus primeros años de carrera por su habilidad para silbar.